# Vanšubroen
Vanšubroen (lettisk: Vanšu tilts), tidligere kaldet Gorkijbroen, er en skråstagsbro over floden Daugava i Riga, hovedstaden i Letland. Broen åbnedes for trafik den 21. juli 1981 og er 312 meter lang i det længste spænd, 560 meter lang i samlet længde, 109 meter høj på det højeste punkt og 28,4 meter bred. Vanšubroen er opført ved siden af det sted, hvor der i 1945 opførtes en midlertidig bro udført i tømmer, også kaldet Valdemarbroen. I forbindelse med åbningen af Stenbroen i 1957, flyttedes den hidtidige midlertidige pontonbro fra Stenbroens nuværende placering, hen ved siden af Valdemarbroen. Valdemarbroen blev demonteret i 1964, hvorefter pontonbroen fungerede frem til 1981, hvor Vanšubroen indviedes.